# خارود
خارود (به انگلیسی: Kharod) یک منطقهٔ مسکونی در هند است که در Janjgir–Champa district واقع شده‌است. خارود ۸٬۶۰۶ نفر جمعیت دارد و ۲۴۰ متر بالاتر از سطح دریا واقع شده‌است.